# Післеглуд
Післеглу́д (Послеглуд; рос. Пислеглуд) — присілок в Якшур-Бодьїнському районі Удмуртії, Росія.
Населення — 56 осіб (2010; 83 в 2002).
Національний склад (2002):
- удмурти — 87 %

## Історія
Присілок був заснований 1693 року. 1896 року в ньому була відкрита церковно-парафіяльна школа.

## Урбаноніми[4]
- вулиці — Джерельна, Польова, Центральна, Шкільна